# う (漫画)
『う』は、ラズウェル細木による日本のグルメ漫画。『モーニング』（講談社）にて、2013年2・3合併号まで連載。全100話。なお、2013年33号に後日談読切が掲載され、以後も夏の土用時期の発売号に年1話のペースで掲載されている（単行本未収録）。これらを含めると、2015年7月16日現在で103話となる。

## 概要・あらすじ
うなぎ好きの主人公、藤岡椒太郎（ふじおか しょうたろう）が、鰻を食べ歩いたり、鰻に関わったりするだけのシンプルなストーリーの漫画。鰻というテーマのみでどこまで続けられるかというのも見所の1つとしている。単行本には作者の他の既刊漫画と同様に、鰻に関するコラムやレシピなどが添えられる。また“う歴書”と銘打つ鰻好きの著名人から寄せられた、鰻にまつわる四方山話も一緒に掲載されている。
題名にちなんでか、本誌のページ上部にあるタイトルは『う』では無く『モうニング』である。

## 主な登場人物
藤岡椒太郎（ふじおか しょうたろう）
鰻が何より大好きな主人公。藤岡呉服店の御曹司。仕事柄故かいつも着物を着ている。鰻を食べ歩くこと（＝主人公曰く、う道楽）をこよなく愛する。鰻の蒲焼きを至高のものとしているが、鰻料理であれば何にでも興味を示す。しかし鰻を食べることばかり考える様子は放蕩息子としての側面も持ち、それを呉服屋の社長である父や婚約相手の女性につつかれ、ばつを悪くしていることもしばしばある。鰻に関しては知識も豊富で通と言えるが、それ以外の食べ物に関してはそれほど頓着しない。結婚を間近にして婚約者である真紀に、式に関する話を持ちかけられるが、億劫な様子で対応している。外食する際には山椒を持ち歩く。

### 主人公の近縁
真妃子（まきこ）
椒太郎の婚約者。姓は秋月。椒太郎からは真妃ちゃんと呼ばれている。椒太郎との結婚式のプランをいろいろ考えて吟味している。しっかり者で、結婚に対する椒太郎の姿勢を厳しく見る。
椒太郎の父
藤岡呉服店の社長。財政に厳しく頑固者で、度々う道楽にすぎる椒太郎の怠惰を叱責する。息子と同じく鰻好き。
椒太郎の母
過保護気味に椒太郎の世話を焼く。
椒太郎の姉
昔は鰻のタレご飯は好きだが鰻の身が苦手だった。今はどちらも好物。
椒太郎の義兄
姓は安斎（あんざい）。奔放で豪快な性格。飯席で余った食べ物を椒太郎に食べさせるケースが多い。
登（のぼり）
椒太郎の甥で中学生。幼いながらも頭がよく礼儀をわきまえている。
番頭さん
呉服屋の番頭。椒太郎と同じく鰻好きで、とくにう巻き（鰻を巻いた卵焼き）が大好物。

### その他の登場人物
花蓮（かれん）
椒太郎と鰻屋で出会った女性。それが縁でしばしば椒太郎と共に鰻を食べにいくことになる。友達の霧子を連れ添って椒太郎と呑みにいく。
霧子（きりこ）
椒太郎と鰻屋で出会った女性。花蓮の友達で、彼女と一緒にいるところで椒太郎と出会う。
平井（ひらい）
藤岡呉服店と付き合いのある草履販売会社の営業マン。最初は鰻が苦手だったが、椒太郎に諭され鰻の美味さに目覚めた。椒太郎との鰻友達でもある。
光一（こういち）
椒太郎の幼馴染み。椒太郎の会社の近くの商店街の実家である米屋で働く。
田野岩（たのいわ）
椒太郎の高校時代の同級生。海外商社の駐在員をしている。ワイン等の洋酒に詳しく、自宅にホームバーを構えている。
石橋（いしばし）
椒太郎の大学時代の級友。若くして会社を経営する。倹約家だが自分がいいと思う物には惜しみなく投資する様子。
ふなよしのマスター
主人公の行きつけの居酒屋「川魚料理ふなよし」のマスター。腕には自信あり。
小川（おがわ）
ふなよしの常連の客。サングラスの男性。
初恵（はつえ）
ふなよしの常連の客。小川と恋仲。
ター坊
ふなよしの常連の客。若い頃はやんちゃだったらしい。

## 書誌情報
- ラズウェル細木 『う』 講談社〈モーニングKC〉、全4巻
  1. 2011年6月23日第1刷発行（同日発売）、ISBN 978-4-06-387014-5
  2. 2011年12月19日第1刷発行（同日発売）、ISBN 978-4-06-387070-1
  3. 2012年9月21日第1刷発行（同日発売）、ISBN 978-4-06-387137-1
  4. 2012年12月21日第1刷発行（同日発売）、ISBN 978-4-06-387187-6